# Référendum constitutionnel kirghize de 1994
Le référendum constitutionnel kirghize de 1994 est un référendum ayant eu lieu le 22 octobre 1994 au Kirghizistan. Il vise à l'autorisation d'utiliser les référendums sur les sujets constitutionnels, ainsi que l'adoption d'un parlement bicaméral. Il a eu une participation de 86 %. La question référendaire a été approuvée à 88,9 % et la question parlementaire est de 88,1 %.

## Détail des résultats

### Sujet 1: Autorisation d'utiliser des référendums sur les sujets constitutionnels
| Choix                 | Nb de Votants | %    |
| --------------------- | ------------- | ---- |
| Pour                  | 1 636 372     | 88.9 |
| Contre                | 201 594       | 11.0 |
| Vote Blanc            | 81 967        | 0    |
| Total                 | 1 919 921     | 100  |
| Source: Nohlen et al. |               |      |

### Sujet 2: Adoption d'un parlement bicaméral
| Choix                 | Nb de Votants | %    |
| --------------------- | ------------- | ---- |
| Pour                  | 1 620 231     | 88.1 |
| Contre                | 218 692       | 11.0 |
| Vote Blanc            | 80 087        | 0    |
| Total                 | 1 919 010     | 100  |
| Source: Nohlen et al. |               |      |